# Senica
Senica (alemão: Senitz; húngaro: Szenice) é uma cidade da Eslováquia, capital do distrito de Senica, na região de Trnava. Tem 50,32 km² de área e sua população em 2019 foi estimada em 20.289 habitantes.

## Ligações externas

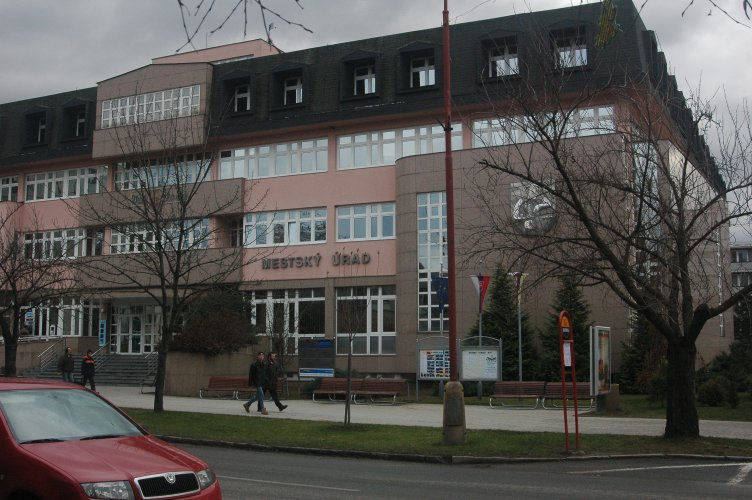
Prefeitura de Senica

## Demografia
| Ano:        | 1994   | 2004   | 2014   | 2024   |
| ----------- | ------ | ------ | ------ | ------ |
| Broj ljudi: | 21 038 | 21 028 | 20 352 | 19 137 |
| Razlika:    |        | -0,04% | -3,21% | -5,96% |

| Ano:               | 2023   | 2024   |
| ------------------ | ------ | ------ |
| Número de pessoas: | 19 280 | 19 137 |
| Diferença:         |        | -0,74% |